# Mario Regueiro
Gerardo Federico Magallanes González (Montevideo, 1978. szeptember 14. –) uruguayi válogatott labdarúgó.

## Pályafutása

### Klubcsapatban
Montevideóban született. 1996-ban a Cerróban kezdte a pályafutását, ahol két évet töltött. 1998 és 2000 között a Nacionalban játszott és hat bajnoki címet szerzett. 2000-ben Spanyolországba szerződött a Racing Santander csapatához, ahol 2005-ig játszott. 2005-től 2008-ig a Valencia játékosa volt. A 2007–08-as szezonban a Real Murciában szerepelt kölcsönben. 2008 és 2009 között a görög Árisz Szalonikiben játszott. 2009 és 2010 között a Nacionalt erősítette. 2010-től 2013-ig Argentínában a Lanús és a Racing együttesében futballozott. 2014-ben a Defensor Sporting színeiben négy mérkőzésen lépett pályára. 2015-ben a Cerro színeiben fejezte be a pályafutását. 

### A válogatottban
2000 és 2007 között 29 mérkőzésen szerepelt az uruguayi válogatottban és 1 gólt szerzett. Részt vett a 2002-es világbajnokságon, ahol a Dánia és a Szenegál elleni csoportmérkőzésén csereként lépett pályára.

## Sikerei, díjai
Nacional
- Uruguayi bajnok (7): 1998 Apertura, 1998 Clausura, 1998, 1999 Apertura, 2000 Apertura, 2000, 2009–10 Apertura